# Léna Bühler
Pour les articles homonymes, voir Bühler.
Léna Bühler, née le 9 juillet 1997 à Valeyres-sous-Montagny, est une pilote automobile suisse. Elle participe au championnat de F1 Academy en 2023.

## Biographie

### Karting
Léna Bühler fait ses débuts en karting à l'âge de 17 ans en 2017. Elle débute dans le championnat de Suisse de karting où elle termine quatorzième. Elle continue dans cette discipline durant les deux années suivantes où elle termine quatrième en 2018, puis troisième en 2019,.

### Débuts en Formule 4
En 2020, Bühler fait ses débuts en monoplace. En début d'année, elle rejoint le Championnat d'Espagne de Formule 4 avec Drivex School,. Elle démarre sa saison par un départ en première ligne sur le Circuit de Jarama. Elle obtient la cinquième place à l'arrivée. Elle termine quinzième du championnat avec 23 points,. 
Elle fait son retour dans la catégorie durant l'hiver 2023, dans le championnat des Émirats arabes unis, mais contrairement à ses débuts en 2020, elle ne parvient pas à terminer dans les points, n'obtenant que deux seizième places pour meilleur résultat.

### Formule Régionale

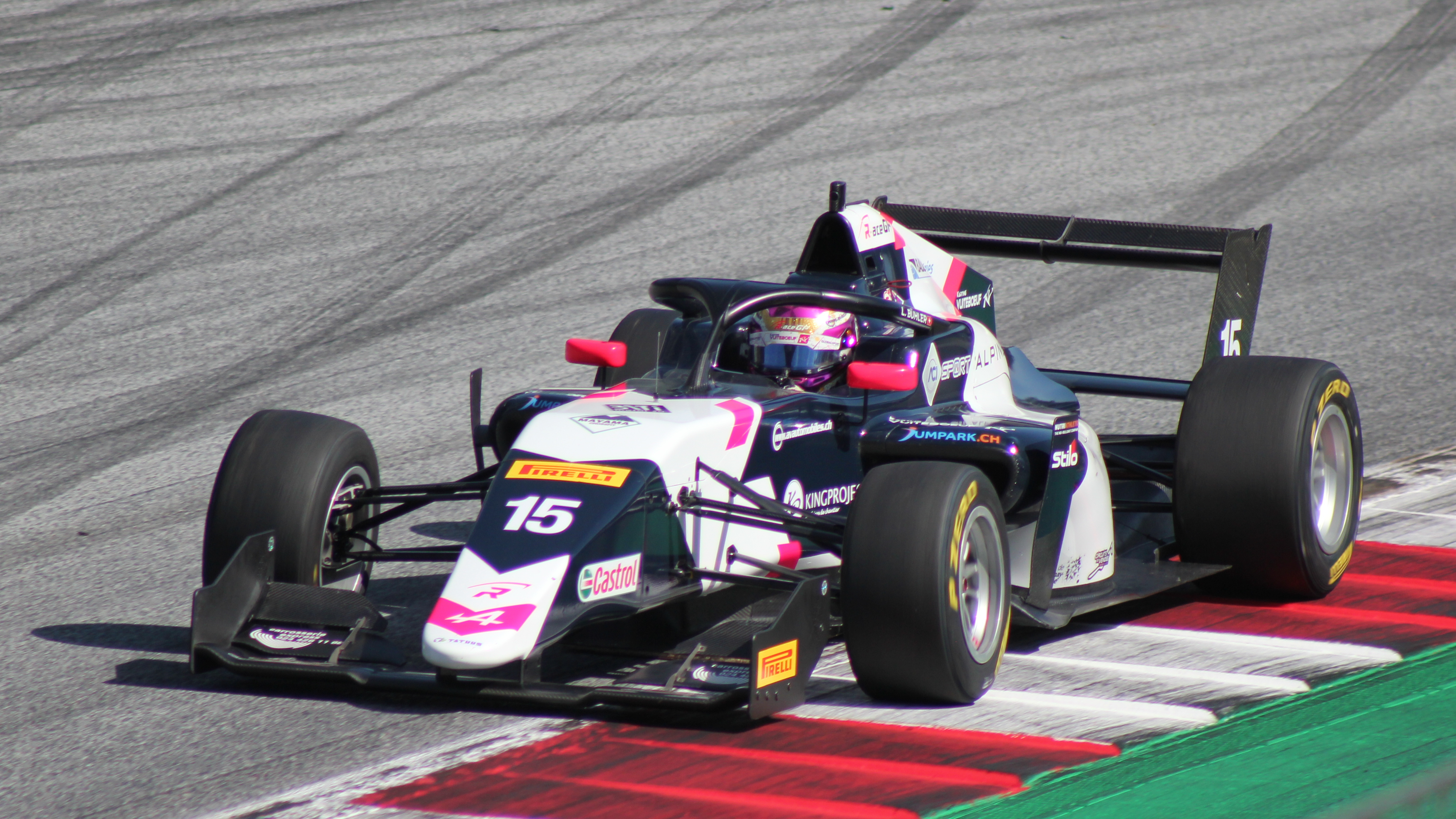
Léna Bühler en Formule Régionale en 2021 à Spielberg.

Bühler passe ensuite en Formule Régionale en 2021. Elle s'engage dans le championnat d'Europe de Formule Régionale chez R-ace GP, faisant d'elle la première femme à intégrer ce championnat. Ses coéquipiers sont Hadrien David, Zane Maloney et Isack Hadjar. Elle se blesse à la main lors des tests de pré-saison et manque la première manche. Durant toute la saison, elle ne parvient pas à se montrer au même niveau que ses coéquipiers et n'inscrit aucun point. Son équipe remporte néanmoins le championnat des écuries.
En début d'année 2022,  la pilote suisse prend part au championnat asiatique de Formule Régionale. Son meilleur résultat une douzième place à Abou Dabi. Après sa campagne asiatique, Bühler prend à nouveau part au championnat européen, toujours avec R-ace GP. Ses coéquipiers sont Hadrien David, Lorenzo Fluxá et Gabriel Bortoleto. Elle quitte le championnat après la troisième manche disputée à Monaco pour raisons financières.

### F1 Academy

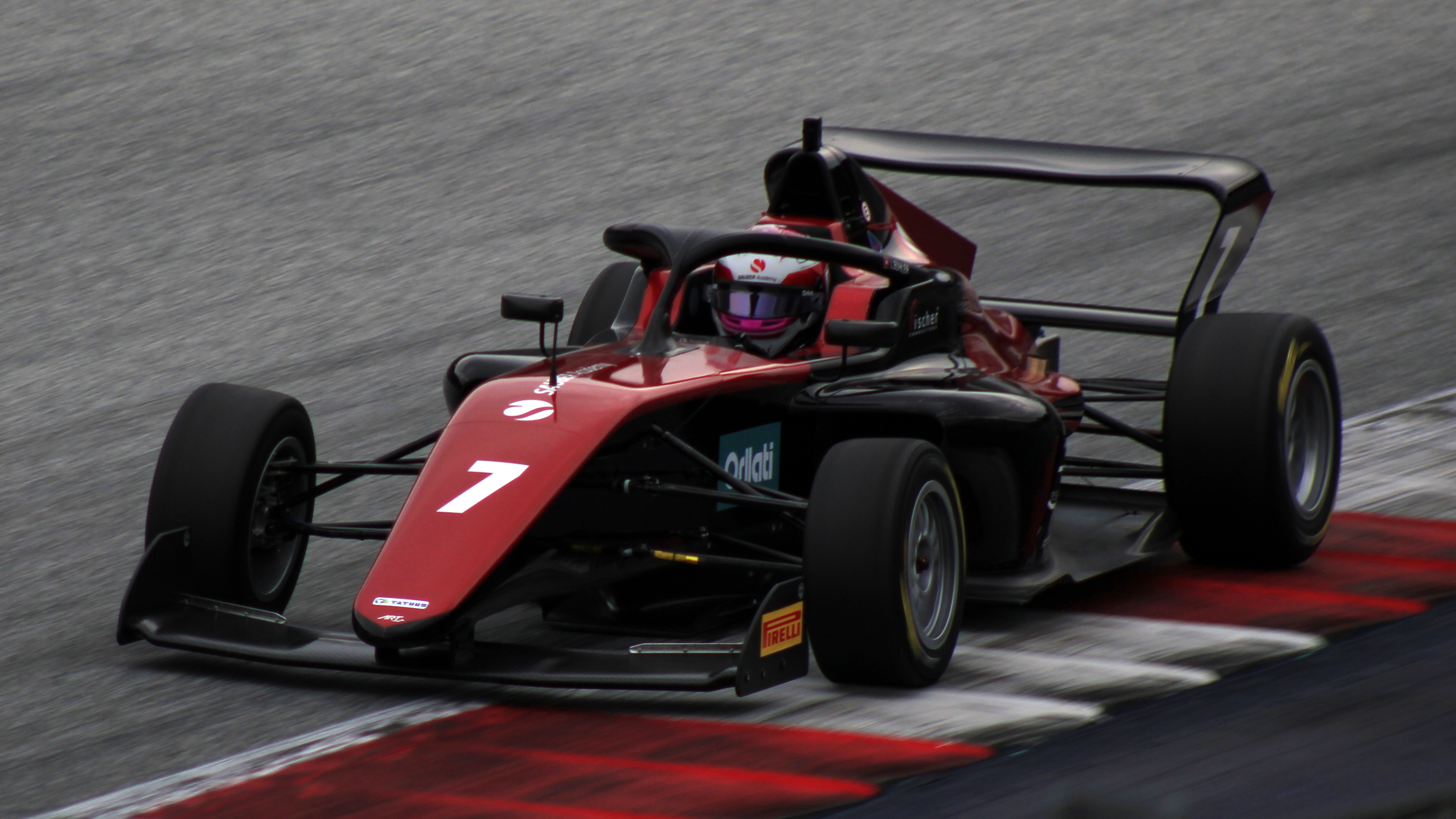
Léna Bühler en F1 Academy en 2023 à Spielberg.

Le 2 février 2023, elle est confirmée par ART Grand Prix dans le nouveau championnat féminin de F1 Academy, devenant la première pilote annoncée du championnat. Elle fait équipe avec Carrie Schreiner et Chloe Grant et rejoint en même temps la Sauber Academy. Ele décroche son premier podium lors de la manche d'ouverture au Red Bull Ring puis deux autres dès la manche suivante à Valence avant de décrocher sa première pole puis sa première victoire à Barcelone. 
Elle réalise à partir de là une série de six podiums consécutifs qui s'achève par une deuxième victoire à Monza ce qui lui permet de se mettre en position de jouer le titre avec Marta García et Hamda Al Qubaisi. En fin de saison, elle réalise sa deuxième pole position au Castellet puis réalise une série de quatre podiums à la suite. Elle termine vice-championne avec deux victoires, treize podiums et 222 points.

### Retour en Formule Régionale

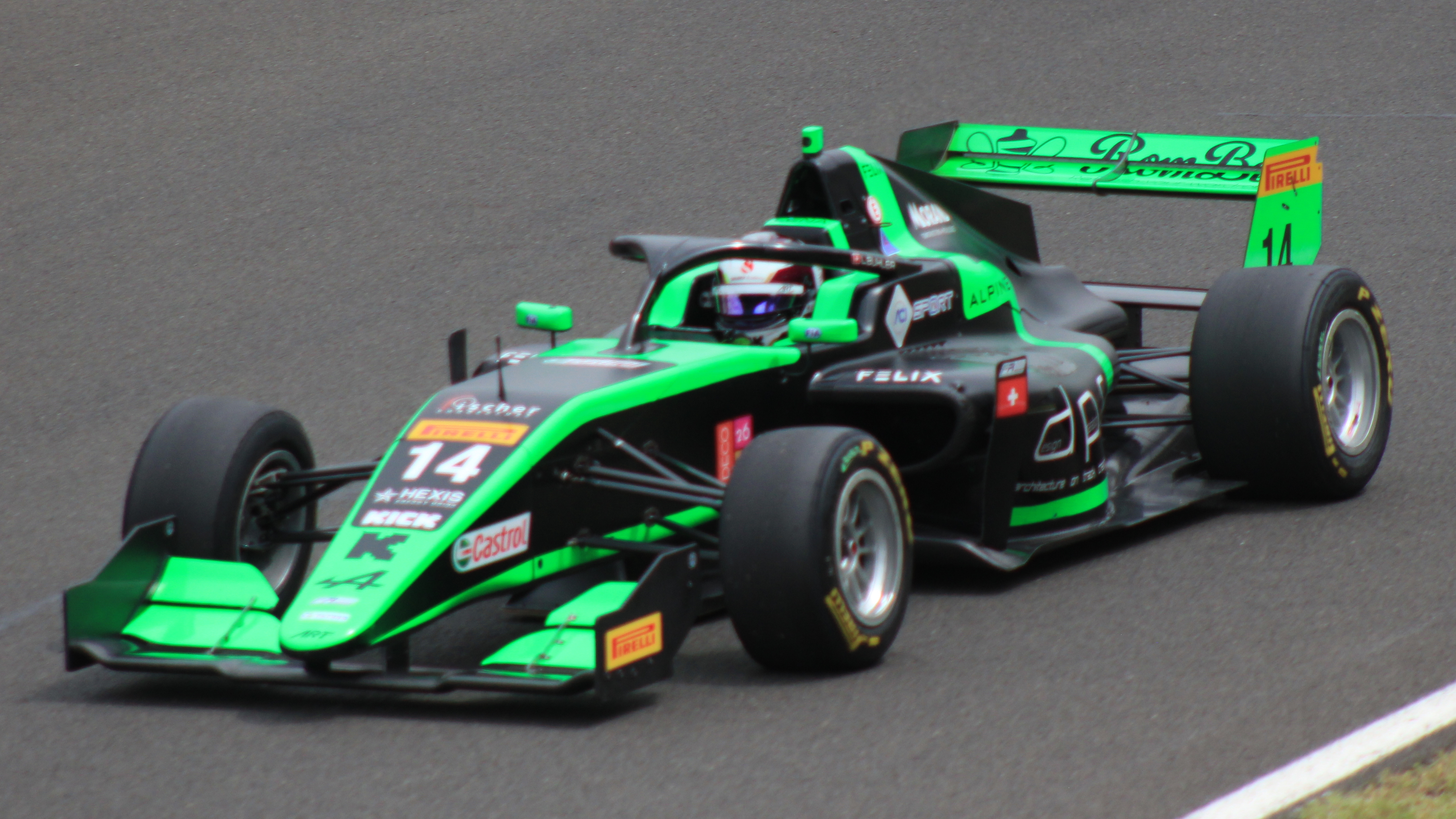
Léna Bühler en Formule Régionale en 2024 sur le Hungaroring.

Bûhler fait son retour en Formule Régionale pour la saison 2024 où elle rempile avec ART Grand Prix et fait équipe avec Alessandro Giusti, Evan Giltaire et Yaroslav Veselaho. Elle ne dispute cependant que la première de saison jusqu'à la manche du Castellet où elle réalise son meilleur résultat de la saison qui est quand même une lointaine vingt-deuxième place lors de la course 2. Le 4 septembre, elle annonce quitter le championnat de manière prématurée et se classe à une lointaine trente-huitième place au championnat sans aucun point inscrit.

## Résultats en compétition automobile
| Saison | Championnat                                      | Écurie                    | Courses | Victoires | Pole positions | Meilleurs tours | Podiums | Points | Classement |
| ------ | ------------------------------------------------ | ------------------------- | ------- | --------- | -------------- | --------------- | ------- | ------ | ---------- |
| 2020   | Championnat d'Espagne de Formule 4               | Drivex School             | 20      | 0         | 0              | 0               | 0       | 23     | 15e        |
| 2021   | Formule Régionale Europe                         | R-ace GP                  | 17      | 0         | 0              | 0               | 0       | 0      | 38e        |
| 2022   | Formule Régionale Asie                           | 3Y Technology by R-ace GP | 6       | 0         | 0              | 0               | 0       | 0      | 29e        |
| 2022   | Formule Régionale Europe                         | R-ace GP                  | 3       | 0         | 0              | 0               | 0       | 0      | 39e        |
| 2023   | Championnat des Émirats arabes unis de Formule 4 | R2Race Cavicel            | 15      | 0         | 0              | 0               | 0       | 0      | 33e        |
| 2023   | F1 Academy                                       | ART Grand Prix            | 21      | 2         | 2              | 1               | 13      | 222    | 2e         |
| 2024   | Formule Régionale Europe                         | ART Grand Prix            | 12      | 0         | 0              | 0               | 0       | 0      | 37e        |